# Brachycyrtus xorix
Brachycyrtus xorix là một loài tò vò trong họ Ichneumonidae.